# 1600
1600 ميلادي هي سنة كبيسة بدات يوم السبت

## أحداث
- تأسيس مدينة الباحة وتقع حاليا في السعودية.
- بداية الحرب البولندية-السويدية في 1600 والتي انتهت في 1611.
- 1 يناير – سكوتلاندا تتبنى اليوم الأول من يناير كيوم احتفال برأس السنة بدلا من يوم 25 مارس.
- هيو أونيل الإيرل الثاني لتايرون، يغزو مونستر ويجدد حرب التسعة سنوات في أيرلندا ضد إنجلترا.
- سيبالد دي فيرت يصل إلى جزر فوكلاند.
- 17 فبراير – جوردانو برونو يحرق على عامود الهرطقة في روما.
- 19 فبراير – بركان هواينوبوتينا في بيرو يثور بشكل كارثي، ويسجل من أسوأ ثورات البراكين في أمريكا الجنوبية.
- 20 مارس – حمام دم لينكوبينغ: خمسة نبلاء سويديون يعدمون بقطع الرأس علناً، وعزل الملك سيغيسموند فاسا ملك بولندا والسويد عن عرش السويد.
- 19 أبريل – وصول أول سفينة هولندية إلى اليابان «ليفده» Liefde، إلى ساشيفو في إقليم بونغو (حاليا أوسوكي في محافظة أويتا). البحارة هم وليام آدامز، يان يوستن فان لودنستاين، ياكوب كواكرناك، ملشيور فان ستانتفورت.
- 2 يوليو – حرب الثمانين عاما (الحرب الهولندية للاستقلال): معركة نيوبورت – الجمهورية الهولندية تكسب نصرا تكتيكياً ضد الإمبراطورية الإسبانية.
- يوليو – مارتن مولر يعين كبير قساوسة في غورلتس.
- 5 أغسطس – الأخوان ألكسندر روتفين وجون روتفين الإيرل الثالث لغاوري، يقتلان خلال محاولة فاشلة لخطف وقتل الملك جيمس السادس ملك سكوتلاندا.
- الخريف – ثورة تيسالي: الأسقف ديونيسيوس سكيلوسوفوس يحرض اليونانيين في تيسالي للثورة على الإمبراطورية العثمانية.
- الخريف – سفير فارسي يصل إلى براغ للقاء رودولف الثاني إمبراطور الإمبراطورية الرومانية المقدسة.
- 6 أكتوبر – العرض الأول لأوبرا (يوريديتشي) Euridice لـ ياكوبي بيري، وهي أقدم أوبرا كاملة من عصر الأوبرا الحديثة، أنتجها إيميليو دي كافالييري، من أجل زفاف هنري الرابع ملك فرنسا وماريا دي ميديتشي في فلورنسا.
- 21 أكتوبر - معركة سيكيغاهارا، التي أدت إلى وصول الشوغون توكوغاوا إياسو إلى حكم اليابان.
- 31 ديسمبر – شركة الهند الشرقية تمنح امتيازا ملكيا من مملكة إنجلترا من أجل التجارة مع آسيا.

## تواريخ مجهولة
- تاريخ تقريبي – الحملة الأرثوذكسية اللوترية تشتد لفرض كتاب الوفاق.
- قلعة كيستر في إنجلترا تتحول لأنقاض.
- مصارعة السومو تصير رياضة احترافية في اليابان.
- مسرحيات وليام شكسبير: هنري الرابع الجزء الثاني، هنري الخامس، تاجر البندقية، حلم منتصف ليلة صيف، جعجعة بلا طحن – تنشر في لندن.
- وليام غيلبرت ينشر كتاب (دي ماغنيتي) De Magnete أحد أهم أوائل الكتب العلمية المنشورة في إنجلترا، واصفا الحقل الماغنطيسي للأرض، ويعتبر بداية لعلم الماغنطيسية الجيولوجية الحديث.

## مواليد
- ألونسو غونزاليس كالديرون سياسي بيروفي
- أنديرس بايل
- أنطونيو إنريكيز غوميز كاتب إسباني
- البيقوني
- براين والتون
- برهان التبريزي كاتب إيراني
- بيير دي كاركافي
- جواكينو غريكو
- ديميتري الدجال الثاني
- غاسبار دياز فنان برتغالي
- فرنسيسكو لوبيز كارو فنان إسباني
- فيرنر اولسن
- كلود ديشان كاتب مسرحي فرنسي
- كليمنت التاسع
- لورينزو رويز
- مانويل كوريا ملحن برتغالي
- هانز خودريس